# 越中中島駅
越中中島駅（えっちゅうなかじまえき）は、富山県富山市中島3丁目にある、富山地方鉄道富山港線の駅。駅番号はC32。

## 歴史
- 1924年（大正13年）7月23日：富岩鉄道富山口駅 - 岩瀬港駅（現在の岩瀬浜駅）間開通と同時に奥田中島停留場として開業し、旅客の取扱を開始する[2][3]。駅舎及びホームが整備された[4]。
- 1941年（昭和16年）12月1日：富岩鉄道の富山電気鉄道への路線譲渡により同社富岩線の駅となる[5]。
- 1943年（昭和18年）
  - 1月1日：社名変更により富山地方鉄道富岩線の駅となる[5]。
  - 6月1日：国有化により鉄道省（国鉄）富山港線の駅となり、越中中島駅に改称する[6]。当駅においては、旅客及び手荷物に限り取扱を行い、配達をしない[6]。
- 1958年（昭和33年）8月1日：手荷物の取扱を廃止する[7]。
- 1962年（昭和37年）3月1日：駅務を日本交通観光に委託する[8]。
- 1972年（昭和47年）10月1日：無人駅となる[9][10][11]。
- 1980年（昭和55年）：駅舎を改築し、旧駅舎を滑川市の東福寺野自然公園に移築する[12]。
- 1987年（昭和62年）4月1日：国鉄分割民営化により、西日本旅客鉄道（JR西日本）の駅となる[3]。
- 2006年（平成18年）
  - 3月1日：西日本旅客鉄道（JR西日本）の駅としては廃止となる[5]。
  - 4月29日：富山ライトレールの駅として再開業する[5]。
- 2020年（令和2年）2月22日：富山ライトレールが富山地方鉄道に吸収合併されることに伴い、再び富山地方鉄道の駅となる[13][14]。

## 駅構造

### LRT化後
千鳥式ホーム2面1線の地上駅であり、構内踏切を挟んで斜向いに上下ホームがある。
ホームは低床ホームとなっており、旅客上屋等の設備が設けられている。LRT化後の富山港線の各駅及び各停留場においては、各電停の旅客上屋壁面を「個性化壁」と称して駅周辺の文化や歴史を伝える意匠を施しているが、当駅においては吉野光男がデザインを手がけ、中島閘門がモチーフとなったイメージグラフィックが掲出されている。当駅における個性化壁の協賛企業は、明祥である。

### のりば
| のりば | 路線      | 方向 | 行先       |
| ------ | --------- | ---- | ---------- |
| 1      | ■富山港線 | 下り | 岩瀬浜方面 |
| 2      | ■富山港線 | 上り | 富山駅方面 |

### 普通鉄道当時
単式ホーム1面1線を有する地上駅であった。1972年（昭和47年）10月1日より無人駅となっていた。
1924年（大正13年）に建設された駅舎は、1980年（昭和55年）の改築の際に東福寺野自然公園に移築されている。旧駅舎には「東福寺野自然公園駅」の駅名標が掲げられ、入園券の販売等が行われている。

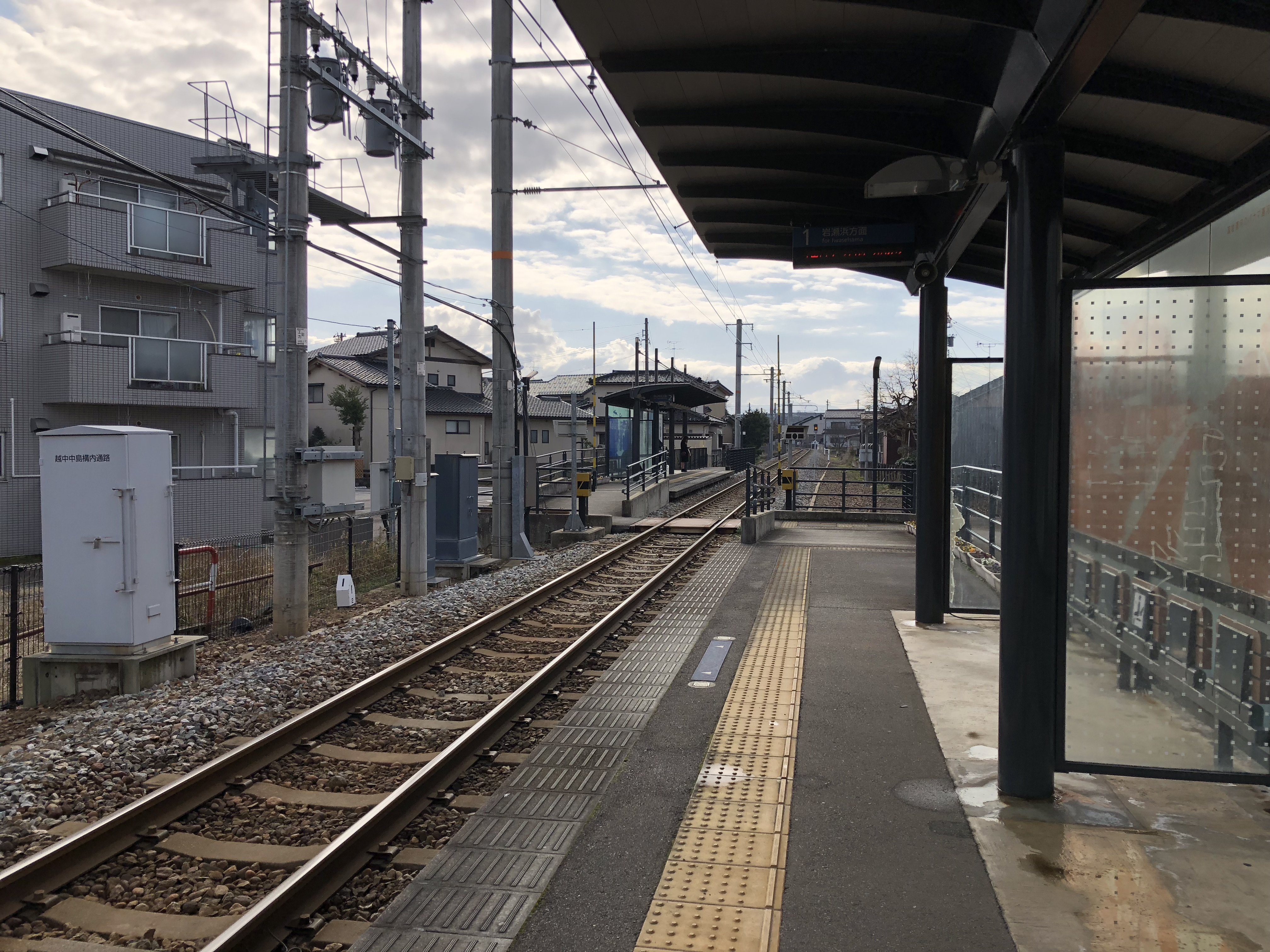
ホーム（2018年1月）
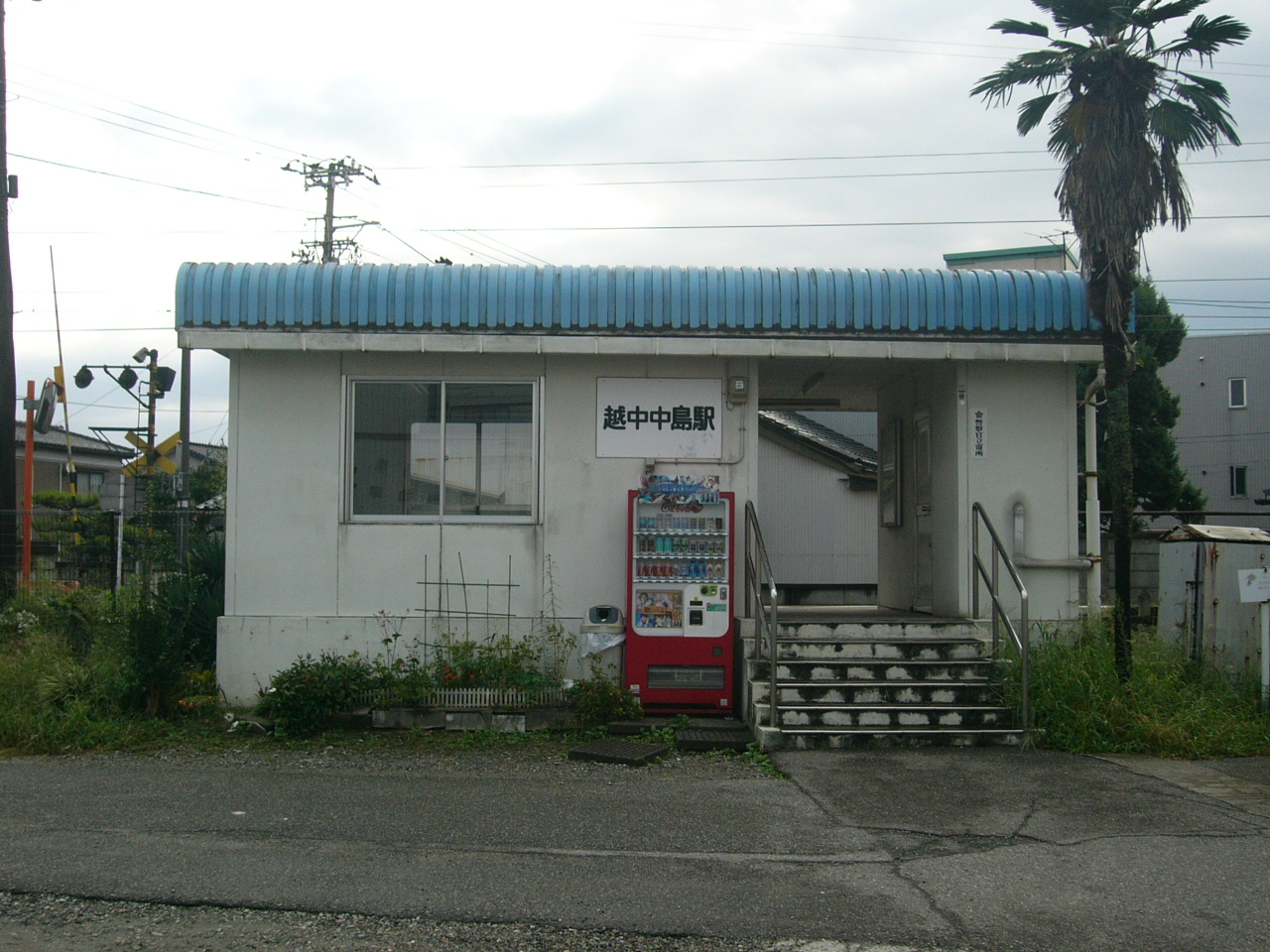
JR時代の越中中島駅（2005年10月）
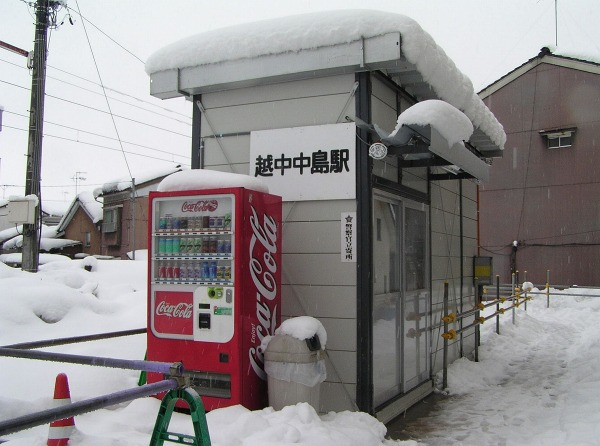
JR時代末期の仮駅舎（2005年12月）

## 利用状況
『富山県統計年鑑』によると、当駅における各年度の一日平均乗車人員は以下の通りであった。
| 年度   | 1日平均 乗車人員 |
| ------ | ---------------- |
| 1997年 | 362              |
| 1998年 | 324              |
| 1999年 | 296              |
| 2000年 | 287              |
| 2001年 | 251              |
| 2002年 | 240              |
| 2003年 | 228              |
| 2004年 | 203              |
| 2005年 | 209              |

近年の1日平均乗降人員は以下の通り。
| 年度   | 1日平均 乗降人員 |
| ------ | ---------------- |
| 2013年 | 200              |
| 2014年 | 133              |
| 2015年 | 133              |
| 2016年 | 144              |
| 2017年 | 206              |
| 2018年 | 199              |

## 駅周辺
- 富山中島郵便局
- 北陸銀行中島出張所
- 富山銀行中島支店
- 中島閘門

## 隣の駅
富山地方鉄道
■富山港線
粟島（大阪屋ショップ前）駅 (C31) - 越中中島駅 (C32) - 城川原駅 (C33)